# Moglia
Moglia é uma comuna italiana da região da Lombardia, província de Mântua, com cerca de 5.664 habitantes. Estende-se por uma área de 31 km², tendo uma densidade populacional de 183 hab/km². Faz fronteira com Concordia sulla Secchia (MO), Gonzaga, Novi di Modena (MO), Pegognaga, Quistello, Reggiolo (RE), Rolo (RE), San Benedetto Po.

## Demografia
| Variação demográfica do município entre 1861 e 2011                               |
|                                                                                   |
| Fonte: Istituto Nazionale di Statistica (ISTAT) - Elaboração gráfica da Wikipedia |